# Gilbertidia dolganovi
Gilbertidia dolganovi är en fiskart som beskrevs av Mandrytsa, 1993. Gilbertidia dolganovi ingår i släktet Gilbertidia och familjen paddulkar. Inga underarter finns listade i Catalogue of Life.